# تیم ملی هندبال عمان
تیم ملی هندبال عمان نمایندهٔ کشور عمان در مسابقات بین‌المللی ورزش هندبال است.